# Man (Unix)

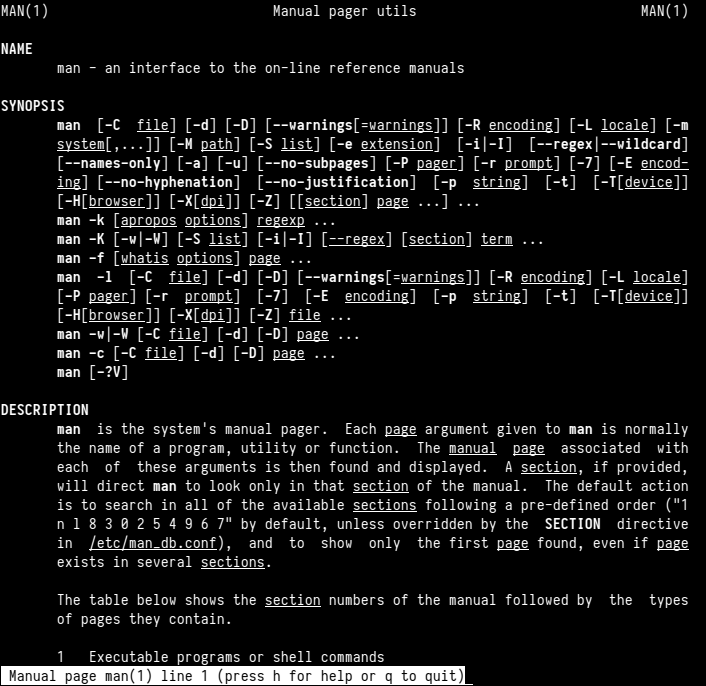
Una página del manual.

Man es una herramienta de sistemas Unix que se utiliza para documentar y aprender sobre comandos, archivos, llamadas de sistema, etc., en un sistema operativo tal como GNU/Linux. 
Actualmente se basa en groff y es el sistema más utilizado para la documentación en sistemas Unix, aunque son pocas las características útiles en comparación con el relativamente reciente comando info, que cuenta con características como enlaces que facilitan la interfaz de usuario, ya que al visitar la documentación relativa a un comando se puede saltar a otra página sin tener que salir y ejecutar nuevamente el programa, que es el caso de man.

## Utilización
La mayoría de las aplicaciones aportan documentación de manual accesible desde el mismo comando:
```
$
 
man
 
[
comando
]

```

Por ejemplo, para saber todo lo relacionado sobre la aplicación man basta con poner en la consola:
```
$
 
man
 
man

```

Y se mostrará la información necesaria sobre este.
En ocasiones el mismo programa posee diversas secciones de manual, cuando esto ocurre suele mostrar un mensaje indicando la sección, como man(1) y man(7), o exit(1) y exit(3). Para acceder a estas secciones basta con indicarlo de la siguiente forma:
```
$
 
man
 
3
 
printf

```

## Secciones
El manual normalmente está dividido en ocho secciones numeradas, organizadas como sigue (en BSD, Unix y Linux):
| Sección | Descripción                                                                               |
| ------- | ----------------------------------------------------------------------------------------- |
| 1       | Comandos Generales                                                                        |
| 2       | Llamadas al sistema                                                                       |
| 3       | Biblioteca C de funciones                                                                 |
| 4       | Ficheros especiales (normalmente dispositivos, que se pueden encontrar en /dev) y drivers |
| 5       | Formatos de fichero y convenciones                                                        |
| 6       | Juegos y salvapantallas                                                                   |
| 7       | Miscelánea                                                                                |
| 8       | Comandos de administración del sistema y Demonios                                         |

En algunos sistemas están disponibles también las siguientes secciones:
| Sección | Descripción                                         |
| ------- | --------------------------------------------------- |
| 0       | Archivos de cabecera de la biblioteca estándar de C |
| 9       | Rutinas del Núcleo (informática)                    |
| n       | Tcl/Tk                                              |
| x       | X Window System                                     |